# Paramount Television Studios
Paramount Television Studios (dawniej znana jako Paramount Television) − amerykańska spółka zajmująca się produkcją i dystrybucją materiałów telewizyjnych.
Założona w 1967, istniała do 2006, następnie zawiesiła swoją działalność. Ponownie weszła na światowy rynek telewizyjny i filmowy w 2013. Przez większość lat działalności była ramieniem zajmującym się produkcjami telewizyjnymi Paramount Pictures. Poprzedniczką Paramount Television była Desilu Productions.
W 2020 Paramount Television zmieniła nazwę na Paramount Television Studios po zamkniętej fuzji ViacomCBS.